# Hungría en los Juegos Olímpicos de Atenas 2004
Hungría estuvo representada en los Juegos Olímpicos de Atenas 2004 por un total de 209 deportistas que compitieron en 20 deportes.  
La portadora de la bandera en la ceremonia de apertura fue la yudoca Antal Kovács.

## Medallistas
El equipo olímpico húngaro obtuvo las siguientes medallas:
| Nombre                                                    | Deporte            | Competición       |
| --------------------------------------------------------- | ------------------ | ----------------- |
| Oro                                                       |                    |                   |
| Tímea Nagy                                                | Esgrima            | Espada ind. F     |
| István Majoros                                            | Lucha grecorromana | 55 kg M           |
| Zsuzsanna Vörös                                           | Pentatlón moderno  | Individual F      |
| Natasa Janics                                             | Piragüismo         | K1 500 m F        |
| Natasa Janics Katalin Kovács                              | Piragüismo         | K2 500 m F        |
| Zoltán Kammerer Botond Storcz Ákos Vereckei Gábor Horváth | Piragüismo         | K4 1000 m M       |
| Diána Igaly                                               | Tiro               | Skeet F           |
| Equipo                                                    | Waterpolo          | Torneo M          |
| Plata                                                     |                    |                   |
| Zoltán Kővágó                                             | Atletismo          | Disco M           |
| Zsolt Nemcsik                                             | Esgrima            | Sable ind. M      |
| Gábor Boczkó Krisztián Kulcsár Iván Kovács Géza Imre      | Esgrima            | Espada por eqs. M |
| Eszter Krutzler                                           | Halterofilia       | 69 kg F           |
| Dániel Gyurta                                             | Natación           | 200 m braza M     |
| Katalin Kovács Szilvia Szabó Erzsébet Viski Kinga Bóta    | Piragüismo         | K4 500 m F        |
| Bronce                                                    |                    |                   |
| László Cseh                                               | Natación           | 400 m estilos M   |
| György Kozmann György Kolonics                            | Piragüismo         | C2 1000 m M       |
| Attila Vajda                                              | Piragüismo         | C1 1000 m M       |